# Héricourt (Pas-de-Calais)
Héricourt is een gemeente in het Franse departement Pas-de-Calais (regio Hauts-de-France) en telt 104 inwoners (2009). De plaats maakt deel uit van het arrondissement Arras.

## Geografie
De oppervlakte van Héricourt bedraagt 5,0 km², de bevolkingsdichtheid is dus 20,8 inwoners per km².

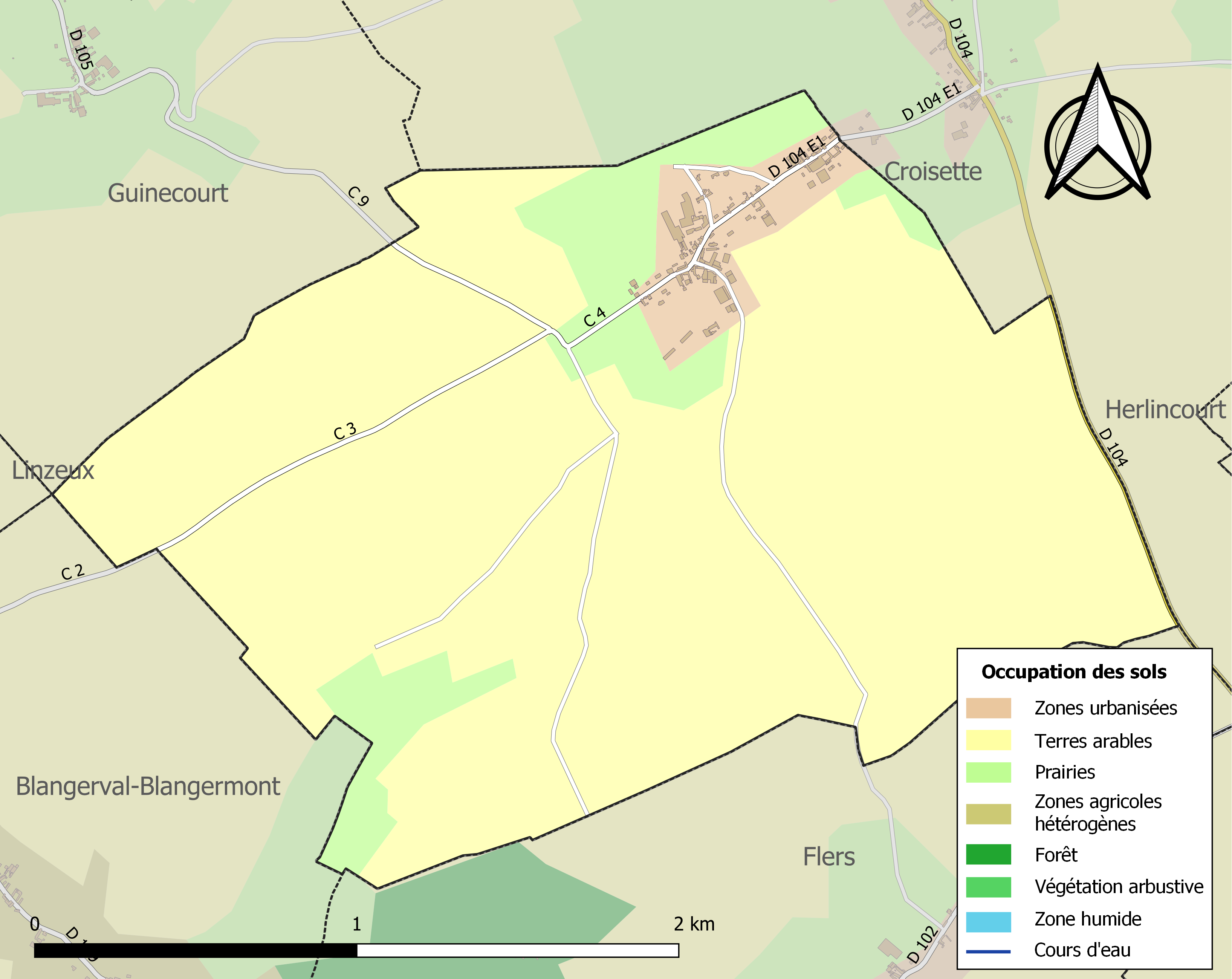
Kaart van de gemeente met de belangrijkste infrastructuur, bodemgebruik en omliggende gemeenten

## Demografie
Onderstaande figuur toont het verloop van het inwonertal (bron: INSEE-tellingen).